# Щит Костянтин Мусійович
Костянтин Мусійович Щит (в еміграції Орлик) (20 травня (1 червня) 1897, слобода Мерефа, Мереф'янської волості, Харківського повіту, Харківської губернії — березень 1966, Детройт, США) — український співак, музикант, композитор, військовий. Сотник Армії УНР. Тенор Української республіканської капели (з 1922 року). У межах Американського туру 5 жовтня 1922 року в Нью-Йорку, в престижному концертному залі Карнеґі-хол капела виконала прем'єру, а капели «Щедрик» Миколи Леонтовича за участі Щита, після цієї події «Щедрик» отримав світову популярність.

## Життєпис
Костянтин Щит народився 20 травня (1 червня) 1897 року в слободі Мерефі, Мереф'янської волості, Харківського повіту, Харківської губернії, в сім'ї державного селянина Мойсея Антоновича Щита і його законної дружини Фекли Пархомівни Щит.
Закінчив двокласну школу в слободі Мерефі.  
Служив поручником в Окремій старшинській сотні 2-ї Волинської стрілецької дивізії, Дієвої Армії УНР, перебував у таборі для інтернованих в Польщі. 9-го квітня 1920 року підвищений до ранги сотника. 30 січня 1922 року керівник Української республіканської капели Олександр Кошиць взяв із собою у закордонне турне Щита, прямо з таборів інтернованих українських вояків.
Помер у березні 1966 року в місті Детройті, США.

## Вшанування пам'яті
У місті Мерефі, Харківського району, Харківської області 30.08.2022 року на XXIV сесії Мереф'янської міської ради депутати проголосували за перейменування вулиці Маяковського на честь Костя Щита